# Žlan
Žlan (IPA: [ˈʒlaːn]) è un insediamento (naselje) di 9 abitanti, della municipalità di Bohinj nella regione statistica dell'Alta Carniola in Slovenia.